# Diáspora gallega

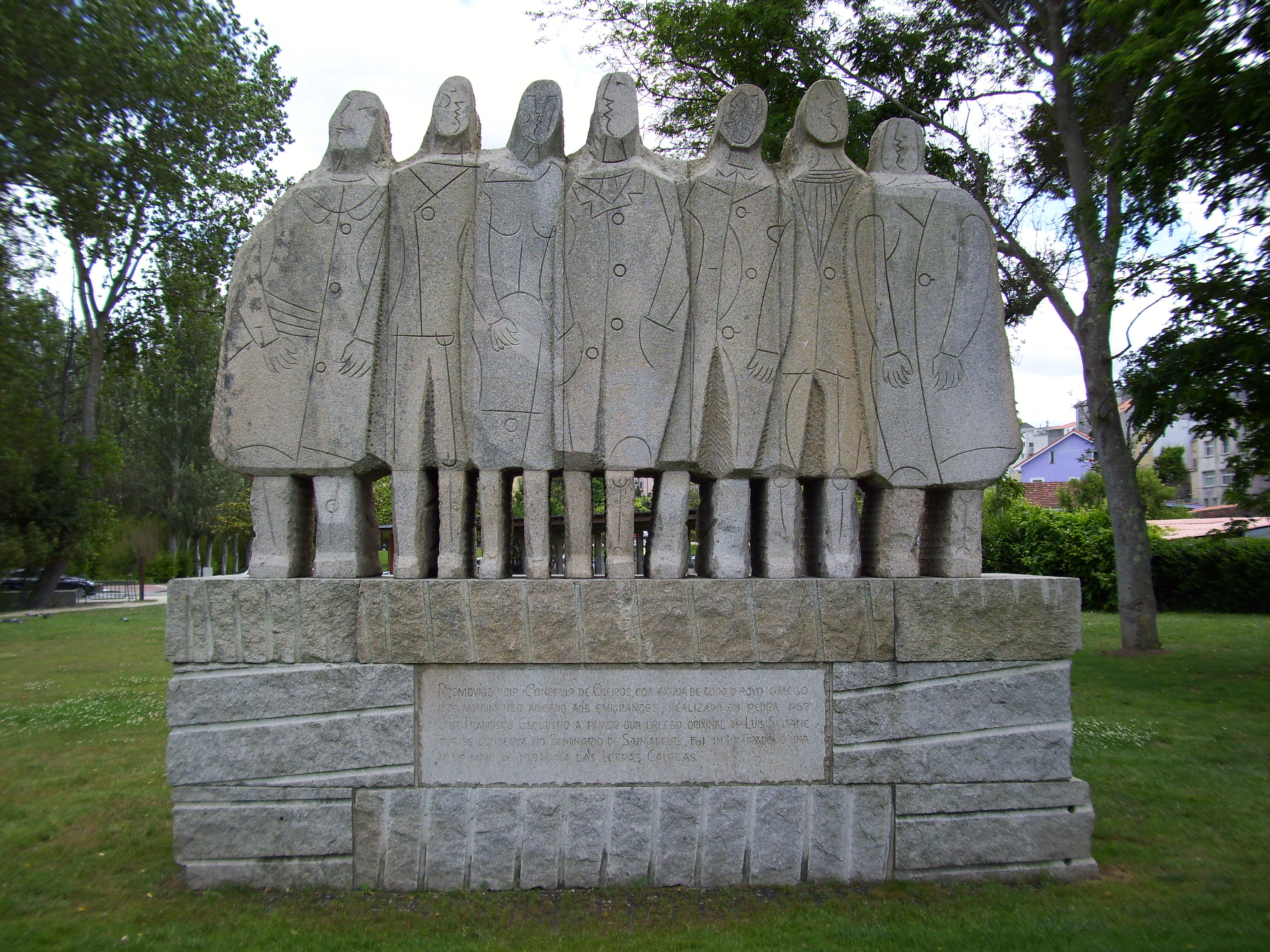
Monumento a los emigrantes en Santa Cruz, Oleiros, según diseño de Luís Seoane.

El proceso de emigración masiva del pueblo gallego que tuvo lugar durante las últimas tres décadas del siglo XIX hasta la mitad del siglo XX se conoce como diáspora gallega. En la segunda década del siglo XXI, debido a la crisis de Galicia y España, se inició una segunda ola de emigración gallega, principalmente hacia países del norte de Europa (Alemania e Inglaterra), generalmente jóvenes con estudios y un nivel cultural medio-alto. Se diferenciaba principalmente del resto de diásporas nacionales en que ha estado orientada, principalmente, hacia países extranjeros, en particular América Latina, Suiza y  Francia; en lugar de al propio país.

## La génesis del proceso
En sus orígenes, obedeció a razones económicas y sociales, marcadamente de pobreza como consecuencia de la falta de trabajo, a esto se sumaron razones políticas, debidas principalmente a la represión social, económica y cultural del país gallego desde los Reyes Católicos, aún presente para cuando ésta se acentuó con la represión franquista, que comenzó en Galicia en julio de 1936, poco después del estallido de la guerra civil.

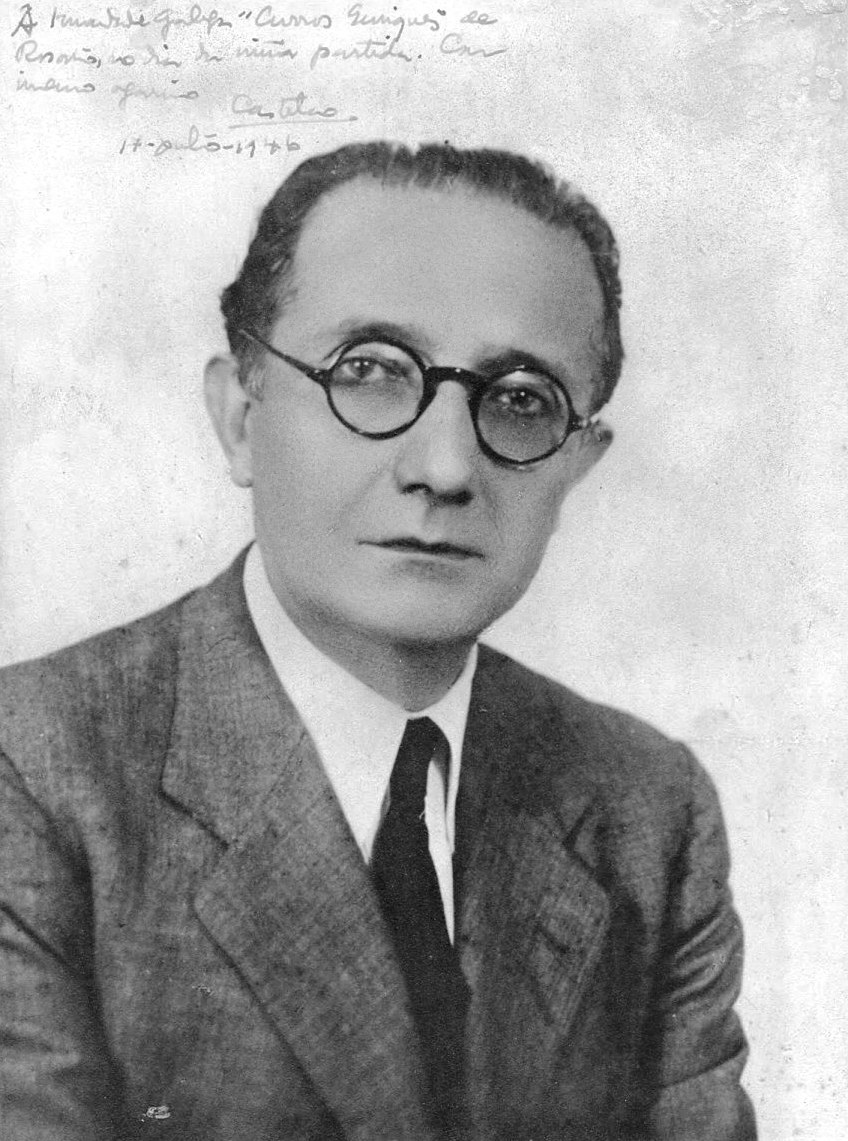
Castelao, considerado un icono del exilio gallego.

En la figura de Alfonso Daniel Rodríguez Castelao, periodista, escritor, médico y artista plástico, se halla un icono de este proceso y sus consecuencias.

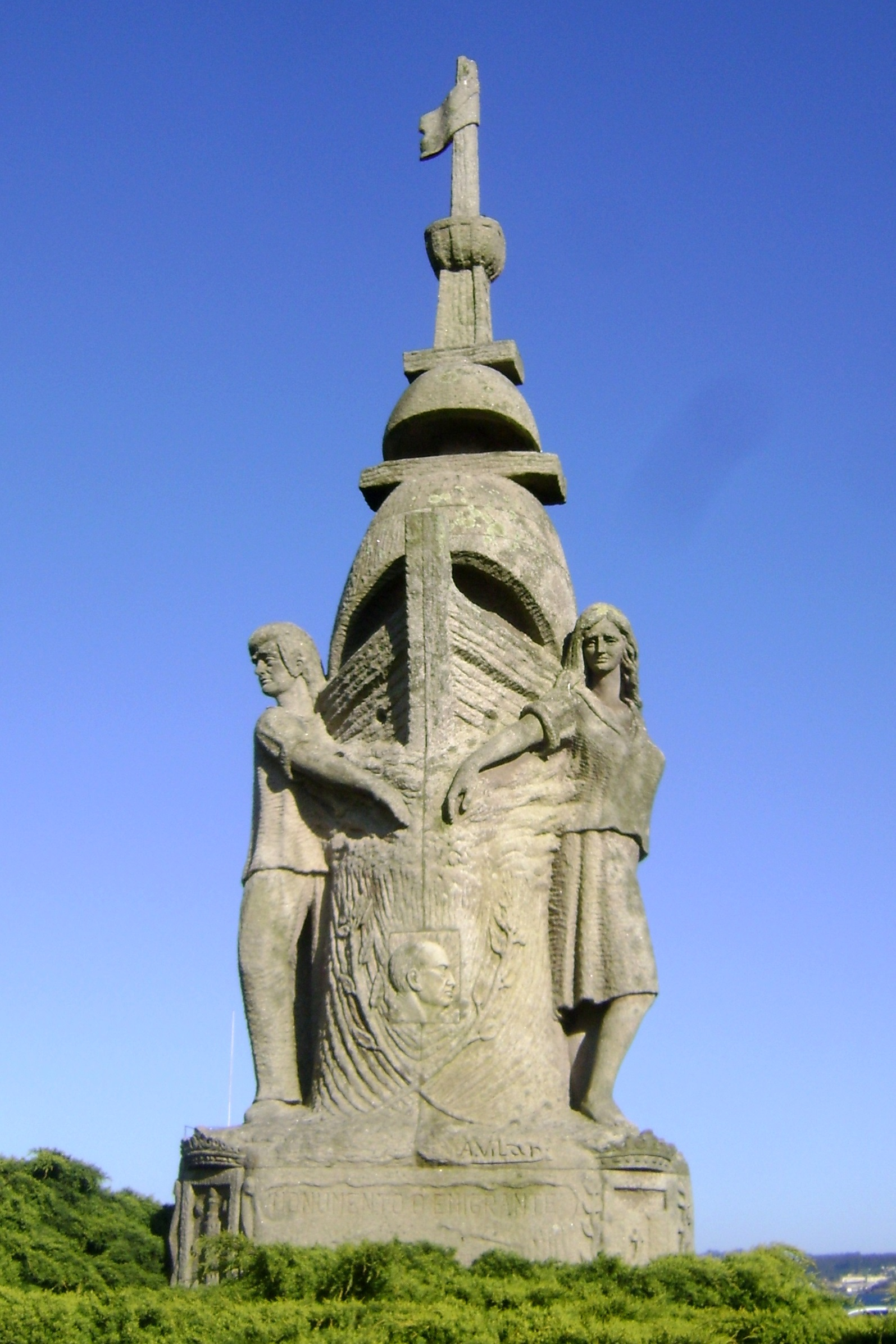
Monumento a la emigración gallega en La Coruña.